# 유문덕
유문덕(劉文德, ? ~ ?)은 전한 후기의 제후로, 노안왕의 아들이다.

## 생애
시원 5년(기원전 82년), 양성후(良成侯)에 봉해졌다.
시호를 경(頃)이라 하였고, 아들 유순이 작위를 이었다.

## 출전
- 반고, 《한서》 권15하 왕자후표 下

| 선대 (첫 봉건) | 전한의 양성후 기원전 82년 6월 신축일 ~ ? | 후대 아들 양성공후 유순 |